# Fútbol playa en los Juegos Mundiales de Playa de 2019
El Fútbol Playa en los Juegos Mundiales de Playa  de 2019 se lleva a cabo del 11 al 16 de octubre de 2019 en Doha, Catar y es organizado por la Asociación de Comités Olímpicos Nacionales (ANOC).
Los partidos se celebran en la playa de Katara en dos sedes que comprenden el Beach Soccer Arena.
Se llevan a cabo dos eventos: el torneo masculino y el torneo femenino. Participan un total de 24 equipos (16 en la competencia masculina y 8 en la femenina). Los escuadrones masculinos pueden consistir en hasta 12 jugadores y los escuadrones femeninos, 10 jugadores, lo que significa que se espera que participen un total de 272 atletas.

## Resultados
| Evento                    | Oro | Plata | Bronce |
| ------------------------- | --- | --- | --- |
| Torneo masculino Detalles | Brasil Mão Rafinha Antônio Catarino Filipe Silva Lucão Bokinha Rodrigo Souto Rodrigo Datiñha Mauricinho Rafael Padilha                                | Rusia Ivan Ostrovskii Andrey Novikov Aleksey Makarov Yuri Krasheninnikov Dmitry Shishin Anton Shkarin Aleksei Pavlenko Artur Paporotnyi Kirill Romanov Pavel Bazhenov Boris Nikonorov Fedor Zemskov | Irán Peyman Hosseini Amir Akbari Hassan Abdollahi Mostafa Kiani Mehdi Shirmohammadi Ali Mirshekari Mohammad Mokhtari Mohammad Ahmadzadeh Hamid Behzadpour Saeid Piramoun Hadi Farahmand Mohammad Masoumizadeh |
| Torneo femenino Detalles  | España Laura Gallego Andrea Mirón Carmen Fresneda Lorena Asensio Alba Mellado Sara Gozález Carolina Gozález Jessica Higueras Carla Morera Laia García | Reino Unido Hannah Haughton Katie James Nadine Bazan Hannah Short Wendy Martin Sarah Kempson Rebecca Barron Gemma Hillier Molly Clark Charlotte Haynes                                              | Brasil Natalie Wippel Adriele Rocha Jasna Nagel Nayara Couto Bárbara Colodetti Noele Bastos Lorena Medeiros Letícia Villar Dani Barboza Letícia Lopes                                                         |

### Medallero
| País        | Oro | Plata | Bronce |
| ----------- | --- | ----- | ------ |
| Brasil      | 1   | 0     | 1      |
| España      | 1   | 0     | 0      |
| Reino Unido | 0   | 1     | 0      |
| Rusia       | 0   | 1     | 0      |
| Irán        | 0   | 0     | 1      |